# Cyndi Wang
Cyndi Wang (chinois : 王心凌 ; pinyin : wáng xīnlíng) est une chanteuse et actrice taïwanaise née le 5 septembre 1982.

## Filmographie
- 2008  : Candy Rain (Hua chi le na nv hai) : la petite amie de Ricky
- 2009-2010 : Tao Hua xiao mei (série télévisée) : Chen Tao-Hua
- 2011 : Mei Le. Jia you (série télévisée) : Cha Mei-le / Ho Yen-chin